# Sebastian Wendelin
Sebastian Wendelin (* 1982 in Wien) ist ein österreichischer Schauspieler.

## Leben
Seit seinem vierten Lebensjahr trat er als Musiker, Maskenspieler und beim Kindertheater auf. Sein Schauspielstudium absolvierte er in Wien. Seit 2002 arbeitet er als Schauspieler im Theater Spielraum, im WUK, im Theater Drachengasse, im dietheater Künstlerhaus und im Wiener Konzerthaus, sowie beim Sommertheater Mödling. Von der Spielzeit 2009/10 bis 2013/14 war er festes Ensemblemitglied am Staatsschauspiel Dresden und lebt nun als freischaffender Schauspieler. Als Gastschauspieler ist er u. a. im Burgtheater in Wien, im Münchner Volkstheater und im Staatsschauspiel Dresden zu sehen.

## Theater (Auswahl)
- 2003: Der Großinquisitor von F. M. Dostojewskij
- 2004: Zwei Brüder von F. Paravidino (Drachengasse Wien)
- 2005: Die Verwirrungen des Zöglings Törleß von R. Musil (Next Liberty Graz)
- 2006: Goldfischen von J. Neumann (Drachengasse Wien)
- 2006: Der tollste Tag von P. Turrini
- 2007: Mercury Fur von Ph. Ridley (Theatre National de Luxembourg)
- 2007: Die Dummheit von R. Spregelburd (Kosmostheater Wien)
- 2008: Die fetten Jahre sind vorbei von H. Weingartner
- 2008: I Furiosi von N. Balestrini (Rabenhof Wien)
- 2009: Komödie der Irrungen von W. Shakespeare (Theater der Jugend Wien)
- 2009: Brüder Löwenherz von A. Lindgren (Staatsschauspiel Dresden)
- 2009: Romeo und Julia von W. Shakespeare
- 2010: Der goldne Topf von E. T. A. Hoffmann
- 2010: Das Kätchen von Heilbronn von H. von Kleist
- 2010: Gott allein von J. Neumann
- 2011: Minna von Barnhelm von G. E. Lessing
- 2011: Woyzeck von G. Büchner
- 2011: Tschick von W. Herrndorf
- 2012: Der zerbrochene Krug von H. von Kleist
- 2012: Die Räuber von F. Schiller
- 2012: Die Dreigroschenoper von B. Brecht und K. Weill
- 2012: Hamlet von William Shakespeare
- 2013: Leben des Galilei von Bertolt Brecht
- 2013: Emilia Galotti von G. E. Lessing
- 2014: Pfisters Mühle von Wilhelm Raabe (Staatstheater Stuttgart)
- 2014: Die letzten Tage der Menschheit von Karl Kraus (Staatsschauspiel Dresden)
- 2014: Der abentheuerliche Simplicissimus Teutsch nach H. J. C. Grimmelshausen (Staatsschauspiel Dresden)
- 2016: Die Odyssee nach Homer (Volkstheater München)
- 2016: Der Diener zweier Herren von Carlo Goldoni (Burgtheater Wien)
- 2016: Der Herzerlfresser von Ferdinand Schmalz (Akademietheater Wien)
- 2017: Medea von Euripides (Staatsschauspiel Dresden)
- 2017: Zauber von Oz von L.F.Baum (Staatstheater Stuttgart)
- 2018: jedermann (stirbt) von Ferdinand Schmalz (Burgtheater Wien)
- 2018: Der Rüssel von Wolfgang Bauer (Akademietheater Wien)
- 2018: Der Kandidat von Carl Sternheim (Akademietheater Wien)
- 2019: Zelt von Herbert Fritsch (Burgtheater Wien)
- 2021: (R) Evolution von Yael Ronen und Dimitrij Schaad (Drachengasse Wien)
- 2021: Früchte des Zorns von John Steinbeck (Werk X Wien)
- 2022: Reigen von Arthur Schnitzler (Landestheater Niederösterreich)
- 2022: Il barbiere di siviglia von Gioachino Rossini (Staatsoper Wien)

## Filmografie
- 2009: Paradeisiana
- 2010: Aschenputtel (TV)
- 2015: Planet Ottakring
- 2017: Tatort: Wehrlos
- 2018: St. Josef am Berg
- 2019: Tatort – Wahre Lügen
- 2022: Absprung (Kurzfilm)
- 2022: SOKO Linz – Lazarus (Fernsehserie)
- 2022: Broll + Baroni – Für immer tot (Fernsehfilm)
- 2022: Schrille Nacht (Fernsehfilm)

## Auszeichnungen
- 2008: Nestroy-Auszeichnung als Bester Nachwuchs
- 2012: Günther Rühle-Preis